# Poa yaganica
Poa yaganica är en gräsart som beskrevs av Carlos Luis Spegazzini. Poa yaganica ingår i släktet gröen, och familjen gräs. Inga underarter finns listade i Catalogue of Life.